# Шорт-трек на зимних Олимпийских играх 1992

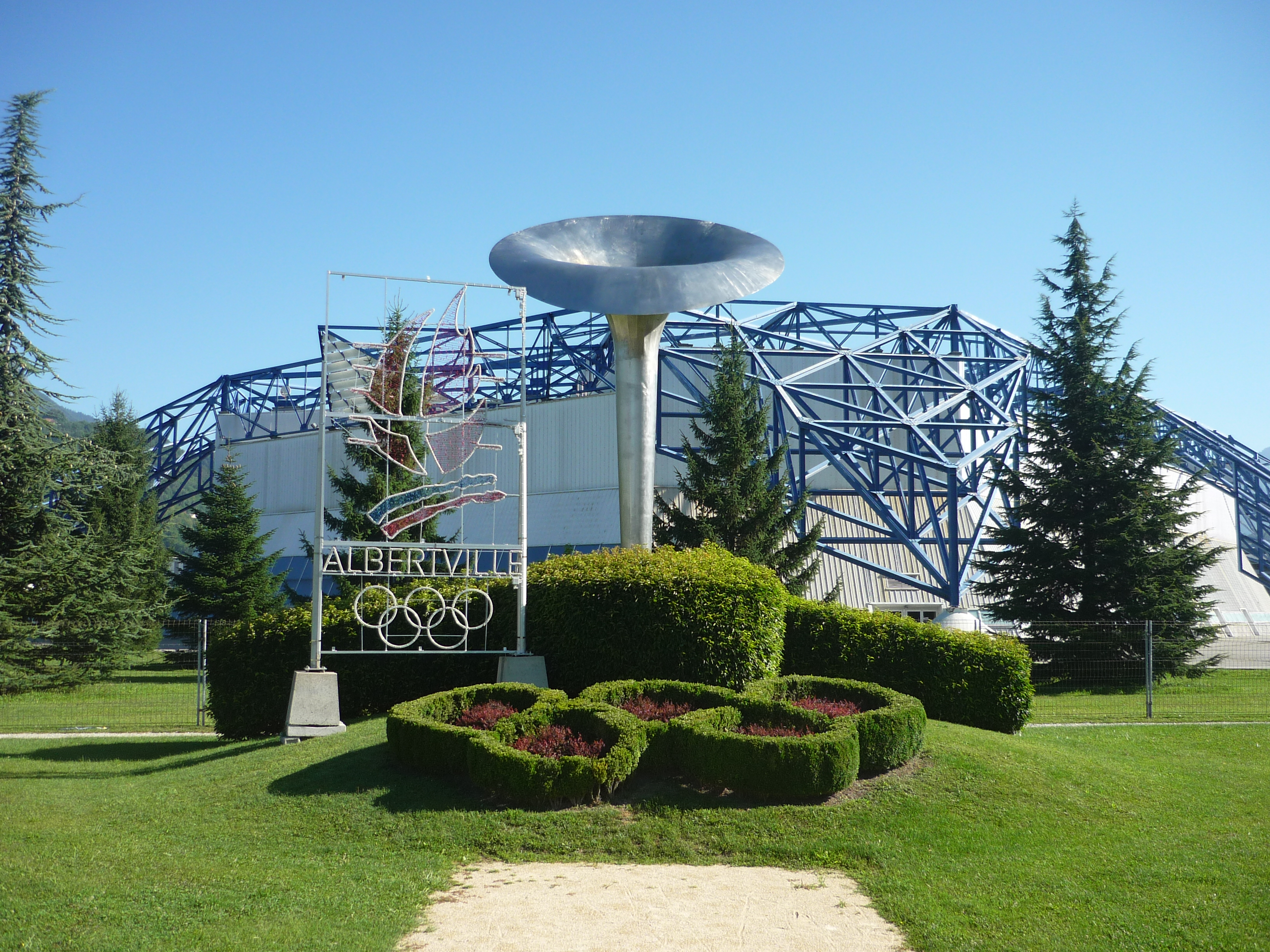
Олимпийский ледовый дворец (фото 2013 года)

Соревнования по шорт-треку на зимних Олимпийских играх 1992 года прошли с 18 по 22 февраля в Олимпийском ледовом дворце в Альбервиле, построенном специально для Игр. Медали в шорт-треке были разыграны на Олимпийских играх впервые в истории.
Спортсмены Республики Корея, выигравшие обе мужские дисциплины, выиграли свои первые в истории золотые награды на зимних Олимпиадах во всех видах спорта.

## Общий медальный зачёт
| Место | Страна               | Золото | Серебро | Бронза | Всего |
| ----- | -------------------- | ------ | ------- | ------ | ----- |
| 1     | Республика Корея     | 2      | 0       | 1      | 3     |
| 2     | Канада               | 1      | 2       | 0      | 3     |
| 3     | США                  | 1      | 1       | 0      | 2     |
| 4     | Китай                | 0      | 1       | 0      | 1     |
| 5     | КНДР                 | 0      | 0       | 1      | 1     |
| 5     | Япония               | 0      | 0       | 1      | 1     |
| 5     | Объединённая команда | 0      | 0       | 1      | 1     |
|       | Всего                | 4      | 4       | 4      | 12    |

## Медалисты

### Мужчины
| Дисциплина      | Золото                                                               | Серебро                                                                              | Бронза                                                                     |
| --------------- | -------------------------------------------------------------------- | ------------------------------------------------------------------------------------ | -------------------------------------------------------------------------- |
| 1000 м          | Ким Ки Хун Республика Корея                                          | Фредерик Блэкбёрн Канада                                                             | Ли Джун Хо Республика Корея                                                |
| Эстафета 5000 м | Республика Корея · Сон Джэ Кун · Ким Ки Хун · Ли Джун Хо · Мо Джи Су | Канада · Марк Лэки · Фредерик Блэкбёрн · Мишель Деньо · Лоран Деньо · Сильвен Ганьон | Япония · Юити Акасака · Тацуёси Исихара · Тосинобу Каваи · Цутому Кавасаки |

### Женщины
| Дисциплина      | Золото                                                               | Серебро                                                             | Бронза                                                                                               |
| --------------- | -------------------------------------------------------------------- | ------------------------------------------------------------------- | --- |
| 500 м           | Кэти Тёрнер США                                                      | Ли Янь Китай                                                        | Хван Оксиль КНДР                                                                                     |
| Эстафета 3000 м | Канада · Анджела Катроне · Анни Перро · Сильви Дэгль · Натали Ламбер | США · Эми Петерсон · Кэти Тёрнер · Николь Зигельмейер · Дарси Донал | Объединённая команда · Юлия Аллагулова · Наталья Исакова · Виктория Троицкая-Таранина · Юлия Власова |